# Sandracottus mixtus
Sandracottus mixtus es una especie de escarabajo del género Sandracottus, familia Dytiscidae. Fue descrita científicamente por Blanchard en 1843.

## Distribución geográfica
Habita en Asia del Sur.